# Giovanna d'Arco (film 1913)
Giovanna d'Arco è un film muto del 1913 diretto da Ubaldo Maria Del Colle con Nino Oxilia. È stato il primo lungometraggio della storia del cinema mondiale dedicato a Giovanna d’Arco.

## Trama
Il film narra i momenti più importanti della vita di Giovanna d'Arco (1412-1431) a partire dalle apparizioni di San Michele, Santa Margherita e Santa Caterina, che la incitarono ad agire per la liberazione della Francia dagli inglesi nella guerra dei cent'anni.
La narrazione prosegue poi con l'incontro di Giovanna con il re Carlo VII di Francia, accompagnata da Bertrand de Poulengy, che la ama con devozione. Dopo la battaglia per la liberazione di Orléans assediata dagli inglesi, l'incoronazione di Carlo VII a Reims l'11 luglio 1429 e il ferimento sotto le mura di Parigi, Giovanna viene catturata dagli inglesi. La sua missione termina con il processo ordinato dall'Inquisizione che la metterà a morte sul rogo.

## Produzione
Il film, a tutt'oggi considerato perduto, fu prodotto in cinque parti nel 1913 a Torino dalla Savoia di Pier Antonio Gariazzo. Le fonti sono contraddittorie per quanto riguarda il metraggio: nelle pubblicità è menzionata la lunghezza di 2500 o 2000 metri, mentre nei dati di censura raccolti da Aldo Bernardini e Vittorio Martinelli è indicata di 1800 o 1400 metri. La produzione si avvalse di circa mille comparse e trecento cavalli.
Fu il primo lungometraggio della storia del cinema mondiale dedicato a Giovanna d’Arco. Tale primato è stato reso noto in Italia da Patrizia Deabate nel suo saggio pubblicato sul n. 14 di “Immagine. Note di storia del cinema”, secondo un’intervista rilasciata da Claudia Gianetto, responsabile della Cineteca del Museo Nazionale del Cinema di Torino. La Deabate ha attinto agli studi dello storico svizzero Hervè Dumont.
Il lungometraggio riscosse un notevole successo, specie negli Stati Uniti nel 1914, in concomitanza con le proiezioni di un altro colossal prodotto a Torino: Cabiria. Tale successo derivò sia dalla spettacolarità della pellicola che dall'interpretazione della Jacobini: da ricordare inoltre che all'epoca Giovanna d'Arco in U.S.A. era un personaggio estremamente popolare, considerata una sorta di patrona nazionale nonché icona dell'emancipazione femminile.
I diritti sulla pellicola furono ceduti alla World Special Film Corporation che effettuò la distribuzione a New York, Philadelphia, Boston, Washington, Cleveland, Detroit, Minneapolis, Indianapolis, Chicago, Kansas City, Cincinnati, Pittsburg, Atlanta, Buffalo, St, Luis, Dallas, New Orleans, San Francisco, Seattle ed anche in Canada: prima a Montreal e poi a Toronto.

## Critica
Dalle pagine de La vita cinematografica del 15 novembre 1913: «Una film colossale […] che sebbene in qualche dettaglio presenta delle mende e qualche deficienza, nel suo complesso è un lavoro apprezzabilissimo e di effetto. Alcuni quadri d’assieme e di movimento di masse, specialmente, sono indovinatissimi e sapientemente condotti; curati assai i costumi, mobili, attrezzerie e grandiosa, senza economia, la messa in scena. La signorina Jacobini, che nelle films passionali e drammatiche ammirammo e complimentammo sovente, in questo lavoro in cui un sentimento grandissimo di fede predomina ed agita il suo essere, si è comportata come meglio non avrebbe potuto fare, dandoci un'interpretazione misurata della coraggiosa e sventurata eroina. Ottima la parte fotografica».
Dal Motography del 21 febbraio 1914: «Un film che ispira perché stupendo, e per la sincerità e il valore educativo è la storia in cinque bobine di Giovanna d'Arco, che è distribuito dalla World's Special Film Company. Onore per come è stato fatto il film va alla Savoia e, per il ritratto reverenziale della ragazza martire Giovanna, a Mademoiselle Maria Jacobini. La realizzazione della Savoia nel ritrarre i tre anni cruciali della vita della ragazza contadina, è splendida».